# Who Do You Think You Are? (USA)
Who Do You Think You Are? er en amerikansk TV-serie baseret på det britiske TV-koncept Who Do You Think You Are?, hvor kendte opsøger deres slægt via slægtsforskning.

## Sæsoner

### Sæson 1 (2010)
| Episode | Visningsdato | Person               | Job                       | Besøgte steder |
| ------- | ------------ | -------------------- | ------------------------- | --- |
| 1       | 5. marts     | Sarah Jessica Parker | Skuespiller               | Cincinnati, Ohio; El Dorado County, Californien; Boston, Massachusetts; Danvers, Massachusetts                                                                 |
| 2       | 12. marts    | Emmitt Smith         | Amerikansk fodboldspiller | Pensacola, Florida; Burnt Corn, Alabama; Claiborne, Alabama; Boydton, Virginia; Ouidah, Benin                                                                  |
| 3       | 19. marts    | Lisa Kudrow          | Skuespiller               | Ilya, Hviderusland; Gdynia, Polen |
| 4       | 26. marts    | Matthew Broderick    | Skuespiller               | Jersey City, New Jersey; New York City; Forest of Argonne, Frankrig; Hartford, Connecticut; Atlanta, Georgia; Marietta National Cemetery, Cobb County, Georgia |
| 5       | 2. april     | Brooke Shields       | Skuespiller               | Newark, New Jersey; New York City; Rom; Augerolles, Frankrig; Paris                                                                                            |
| 6       | 23. april    | Susan Sarandon       | Skuespiller               | Virginia; New York City; Florence; Coreglia Antelminelli; Rockland County, New York                                                                            |
| 7       | 30. april    | Spike Lee            | Filmproducer, instruktør  | Atlanta, Georgia; Twiggs County, Georgia; Arlington, Texas |

### Sæson 2 (2011)
NBC bestilt en anden sæson af serien den 5. april 2010. Den anden sæson af reality-serien begyndte den 4. februar 2011, og bestod af otte episoder. Den første episode var med Vanessa Williams. De efterfølgende episoder var med Tim McGraw, Rosie O'Donnell, Kim Cattrall, Lionel Richie, Steve Buscemi, Gwyneth Paltrow og Ashley Judd. I stedet for at filme en anden, er Cattralls episode en redigeret version af den oprindelige, som hun lavet til den britiske udgave i 2009.
| Episode | Visningsdato | Person              | Job                       | Besøgte steder |
| ------- | ------------ | ------------------- | ------------------------- | --- |
| 1       | 4. februar   | Vanessa L. Williams | Sanger, skuespiller       | Chappaqua, New York; Oyster Bay, Long Island, New York; Washington D.C.; Johns Island South Carolina; Baltimore, Maryland; Memphis, Tennessee; Nashville, Tennessee                                                                      |
| 2       | 11. februar  | Tim McGraw          | Countrysanger             | Kansas City, Missouri; Big Stone Gap, Virginia; Rye Cove, Virginia; Richmond, Virginia; Shenandoah Valley; Washington D.C.; New York City, New York; Franklin (Tennessee)                                                                |
| 3       | 18. februar  | Rosie O'Donnell     | Komiker, skuespiller      | Nyack, New York; Jersey City, New Jersey; New York City, New York (Manhattan ogBrooklyn); Secaucus, New Jersey; Montreal, Quebec; Dublin, Irland; County Wicklow, Irland; Newbridge, County Kildare, Irland; Birr, County Offaly, Irland |
| 4       | 25. februar  | Kim Cattrall        | Musiker                   | Liverpool, England; Derbyshire, England; Durham, County Durham, England; Tudhoe, County Durham, England; Vancouver, British Columbia, Canada                                                                                             |
| 5       | 3. marts     | Lionel Richie       | Musiker                   | Los Angeles, California; Tuskegee, Alabama; Nashville, Tennessee; Chattanooga, Tennessee |
| 6       | 25. marts    | Steve Buscemi       | Skuespiller               | Brooklyn, New York; Harrisburg, Pennsylvania; Fredericksburg, Virginia; Camden, New Jersey |
| 7       | 1. april     | Gwyneth Paltrow     | Skuespiller               | Manhattan, New York City, New York; Bridgetown, Barbados |
| 8       | 8. april     | Ashley Judd         | Skuespiller, filantropist | Louisville, Kentucky; Frankfort, Kentucky; Saltville, Virginia; Boston, Massachusetts; York, England; Boston, Lincolnshire, England; Cambridge, England; Plymouth, Devon, England                                                        |

### Sæson 3 (2012)
Showet blev fornyet med en tredje sæson af NBC den 22. februar 2011. De 12 berømtheder inkluderet i sæson 3 er Marisa Tomei, Rob Lowe, Paula Deen, Rashida Jones, Jerome Bettis, Reba McEntire, Helen Hunt, Edie Falco, Rita Wilson, Jason Sudeikis, Martin Sheen og Blair Underwood. Showet er tilbage den 3. februar 2012.
| Episode | Visningsdato | Person          | Job                       | Besøgte steder |
| ------- | ------------ | --------------- | ------------------------- | --- |
| 1       | 3. februar   | Martin Sheen    | Skuespiller               | Malibu, Californien; Dublin, Irland; Madrid, Spanien; Pamplona, Navarre, Spanien; Tui, Galicia, Spanien; La Coruña, Galicia, Spanien; Parderrubias, Galicia, Spanien |
| 2       | 10. februar  | Marisa Tomei    | Skuespiller               | Manhattan, New York City, New York; Livorno, Tuscany, Italien (Cecina, Rio nell'Elba, Portoferraio og Castiglioncello); Lucca, Tuscany, Italien;                     |
| 3       | 24. februar  | Blair Underwood | Skuespiller               | Los Angeles, California; Petersburg, Virginia; Richmond, Virginia; Lynchburg, Virginia; Babungo, Northwest Region, Cameroon                                          |
| 4       | 2. marts     | Reba McEntire   | Musiker                   | Stringtown, Oklahoma; Aberdeen, Mississippi; Raleigh, North Carolina; Oxford, North Carolina; Tappahannock, Virginia; Cheshire, England                              |
| 5       | 9. marts     | Jerome Bettis   | Amerikansk fodboldspiller | Detroit, Michigan; Paducah, Kentucky; Calloway County, Kentucky |
| 6       | 23. marts    | Helen Hunt      | Skuespiller               | Los Angeles, Californien; Pasadena, Californien; San Francisco, Californien; Portland, Maine                                                                         |
| 7       | 30. marts    | Rita Wilson     | Skuespiller               | Los Angeles, Californien; Oraio, Grækenland; Smolyan, Bulgarien; Plovdiv, Bulgarien; Sofia, Bulgarien                                                                |
| 8       | 6. april     | Edie Falco      | Skuespiller               | Long Island, New York; Milwaukee, Wisconsin; England (Fulham; Penzance)                                                                                              |
| 9       | 27. april    | Rob Lowe        | Skuespiller               | Santa Barbara, Californien; Washington, D.C.; Trenton, New Jersey; Newtown, Pennsylvania; Tyskland (Marburg; Hessisch Lichtenau)                                     |
| 10      | 4. maj       | Rashida Jones   | Skuespiller               | Los Angeles, Californien; New York City, New York; Dublin, Irland; Letland (Riga; Aizpute; Rumbula)                                                                  |
| 11      | 11. maj      | Jason Sudeikis  | Skuespiller               | New York City, New York; Overland Park, Kansas; Chicago, Illinois; Bridgeport, Connecticut; Harrisburg, Pennsylvania                                                 |
| 12      | 18. maj      | Paula Deen      | kok                       | Savannah, Georgia; Albany, Georgia; Morrow, Georgia; Athens, Georgia; Atlanta, Georgia; Leesburg, Georgia;                                                           |

### Sæson 4 (2013)
Efter at være blevet annulleret af NBC, genoptog TLC serien og den nye sæson begyndte den 23. juli 2013. Berømtheder, der deltager i sæson 4 er Christina Applegate, Cindy Crawford, Zooey Deschanel, Chelsea Handler, Kelly Clarkson, Trisha Yearwood, Jim Parsons and Chris O'Donnell.
| Episode | Visningsdato  | Person              | Job                                                             | Besøgte steder                                                                                          |
| ------- | ------------- | ------------------- | --------------------------------------------------------------- | --- |
| 1       | 23. juli      | Kelly Clarkson      | Sanger og sangskriver                                           | Columbus, Ohio; Decatur, Georgia; Andersonville, Georgia; Marietta, Ohio; Coal Run, Ohio                |
| 2       | 30. juli      | Christina Applegate | Skuespiller og danser                                           | Trenton, New Jersey                                                                                     |
| 3       | 6. august     | Chelsea Handler     | Komiker, skuespiller, forfatter, tv-vært, forfatter og producer | Bochum, Tyskland; Herne, Tyskland; Berlin, Tyskland; Saint-Raphaël, Frankrig; Algona, Iowa              |
| 4       | 13. august    | Zooey Deschanel     | Skuespiller og singer-songwriter                                | Philadelphia, Pennsylvania; Swarthmore, Pennsylvania; Lancaster, Pennsylvania; Christiana, Pennsylvania |
| 5       | 20. august    | Chris O'Donnell     | Skuespiller                                                     | St. Louis, Missouri; Washington, District of Columbia; Annapolis, Maryland; Baltimore, Maryland         |
| 6       | 27. august    | Cindy Crawford      | Model                                                           | Boston, Massachusetts; Hartford, Connecticut; Taunton, England; London, England; Aachen, Tyskland       |
| 7       | 3. september  | Trisha Yearwood     | Sanger, forfatter og skuespiller                                | Nashville, Tennessee; Hampshire, England; Kew, England; Atlanta, Georgia                                |
| 8       | 10. september | Jim Parsons         | Skuespiller                                                     | New Orleans, Louisiana; Paris, Frankrig; Versailles, Frankrig                                           |

### Sæson 5 (2014)
TLC fornyede showet den 10. september 2013. Sæsonen havde premiere den 23. juli 2014 og fremhævede Cynthia Nixon, Jesse Tyler Ferguson, Rachel McAdams, Valerie Bertinelli, Kelsey Grammer, Minnie Driver og Lauren Graham.
| Episode | Visningsdato | Person               | Job         | Besøgte steder |
| ------- | ------------ | -------------------- | ----------- | --- |
| 1       | 23. juli     | Cynthia Nixon        | Skuespiller | Manhattan, New York City, New York; Washington, D.C; Jefferson City, Missouri; Leasburg, Missouri                                                       |
| 2       | 30. juli     | Jesse Tyler Ferguson | Skuespiller | Albuquerque, New Mexico; Annapolis, Maryland; Evanston, Illinois; Wrangell, Alaska                                                                      |
| 3       | 6. august    | Rachel McAdams       | Skuespiller | Plymouth, Devon, England; Ottawa, Canada; St-Jean-sur-Richelieu, Quebec, Canada; Toronto, Canada                                                        |
| 4       | 13. august   | Valerie Bertinelli   | Skuespiller | Scranton, Pennsylvania; Lanzo, Torino, Italien; London, England                                                                                         |
| 5       | 20. august   | Kelsey Grammer       | Skuespiller | Beverly Hills, California; San Francisco, Californien; Oakland, Californien; Portland, Oregon; Baker City, Oregon; Salem, Oregon; Benton County, Oregon |
| 6       | 27. august   | Minnie Driver        | Skuespiller | |

### Eksterne links
- officiel hjemmeside
- Who Do You Think You Are? på Internet Movie Database (engelsk)
- Who Do You Think You Are? på Rotten Tomatoes (engelsk)
- Who Do You Think You Are? hos The Movie Database (engelsk)
- Who Do You Think You Are? hos TheTVDB (engelsk)
- Who Do You Think You Are? hos TV.com (engelsk)